# Keita Amemiya
Keita Amemiya (雨宮 慶太, Amemiya Keita) est un character designer et réalisateur japonais né à Urayasu, dans la préfecture de Chiba, le 24 août 1959. 
En tant que character designer de tokusatsu, il a travaillé sur  les séries télévisées Spielvan, Metalder ou Winspector. Il est aussi le réalisateur de Jetman et le créateur de la saga Garo. Dans l'animation, il est connu pour avoir réalisé l'OAV Zeiram the animation, extension du film en prise de vues réelles homonyme.

## Filmographie
- 1987 : Ultraman USA (ウルトラマンUSA?) (Monstre designer)
- 1987 : Jiban (起動刑事ジバン, Kidō keiji jiban?) (créateur)
- 1988 : Mirai ninja: Keiun kinin gaiden (未来忍者 慶雲機忍外伝?)
- 1990 : Tokkei Winspector (特警ウインスペクター, Tokkei uinsupekutā?) (Character Design)
- 1991 : Jetman (鳥人戦隊ジェットマン, Chōjin sentai jettoman?)[1] (réalisateur sur plusieurs épisodes)
- 1991 : Zeiram (ゼイラム?) (réalisateur)
- 1992 : Kyōryū Sentai Zyuranger (恐竜戦隊ジュウレンジャー?)[1] (2 épisodes)
- 1993] : Kamen Rider ZO (仮面ライダーZO?) (réalisateur), moyen métrage
- 1994 : Zeiram 2 (ゼイラム２?) (réalisateur)
- 2000 : Tekkōki mikazuki (鉄甲機ミカヅキ?)[1]
- 2010 : Garo: Red Requiem
- 2012 : Garo: Sōkoku no maryū (牙狼＜ＧＡＲＯ＞ 蒼哭ノ魔竜?)

## Jeux vidéo
- 1988 : Mirai Ninja de Namco
- 1994 : Hagane: The Final Conflict de Hudson Soft
- 1996 : Rudra no Hihō de Square Co.
- 1998 : Dual Heroes
- 2002 : Clock Tower 3 de Capcom
- 2002 : Onimusha 2: Samurai's Destiny de Capcom
- 2005 : Onimusha 3: Demon Siege de Capcom
- 2005 : Genji: Dawn of the Samurai de Game Republic